# Ганьнань-Тибетский автономный округ
Ганьнань-Тибетский автономный округ (кит. упр. 甘南藏族自治州, пиньинь Gānnán zàngzú zìzhìzhōu, тиб. དཀར་ལྷོ་བོད་རིགས་རང་སྐྱོང་ཁུལ་, Вайли: Kan-lho Bod-rigs rang-skyong-khul, тиб. пиньинь: Gainlho Poirig Ranggyong Kü) — автономный округ в провинции Ганьсу, Китай. Слово «Ганьнань» означает «юг провинции Ганьсу».

## История
По данным палеопротеомики, к денисовскому человеку был близок живший 160 тыс. лет назад обитатель карстовой пещеры Байшия (Baishiya Karst Cave), находящейся в уезде Сяхэ.
В 1950 году был образован Специальный район Линься (临夏专区), и эти земли вошли в его состав; затем в том же году уезд Сяхэ был передан в прямое подчинение властям провинции Ганьсу, и был создан также напрямую подчинённый властям провинции Ганьсу Автономный район Джоне (卓尼自治区). 1 октября 1953 года был создан Ганьнань-Тибетский автономный район (甘南藏族自治区), в состав которого вошли Автономный район Джоне, уезды Сяхэ, Линьтань (до этого входивший в состав Специального района Линься), а также части уездов Миньсянь, Сигу, Уду и Хуэйчуань. В 1955 году Автономный район Джоне был преобразован в уезд Джоне, переданные в состав Ганьнань-Тибетского автономного района земли бывшего уезда Сигу стали уездом Джугчу, также были созданы уезды Лучу и Мачу. 26 декабря 1955 года постановлением Госсовета КНР Ганьнань-Тибетский автономный район был преобразован в Ганьнань-Тибетский автономный округ.
В 1958 году уезд Джоне был разделён между уездами Линьтань и Джугчу; уезд Сяхэ был преобразован в городской уезд Дэулу (德乌鲁), в котором разместилось правительство Ганьнань-Тибетского автономного района; уезды Лучу и Мачу были объединены в уезд Таоцзян (洮江县). В 1959 году уезд Джугчу был переименован в Лунде (龙叠县).
В 1961 году были расформированы городской уезд Дэулу и уезд Таоцзян, и воссозданы уезды Сяхэ, Лучу, Мачу и Джоне; из уезда Лунде был выделен уезд Тево, а самому уезду Лунде было возвращено название Джугчу.
Постановлением Госсовета КНР 1 января 1998 года был образован городской уезд Хэцзо.

## Административно-территориальное деление
Ганьнань-Тибетский автономный округ делится на 1 городской уезд, 7 уездов:
| Карта                                                                                      | Карта    | Карта     | Карта       | Карта      | Карта             | Карта         | Карта            |
| ------------------------------------------------------------------------------------------ | -------- | --------- | ----------- | ---------- | ----------------- | ------------- | ---------------- |
| Хэцзо Линьтань Джоне Джугчу Тево Мачу Лучу Сяхэ ∗ ∗ Государственный заповедник Ляньхуашань |          |           |             |            |                   |               |                  |
| Статус                                                                                     | Название | Иероглифы | Пиньинь     | Тибетский  | Вайли             | Площадь (км²) | Население (2009) |
| Городской уезд                                                                             | Хэцзо    | 合作市    | Hézuò shì   | གཙོས་གྲོང་ཁྱེར། | gtsos grong khyer | 2670          | 90 000           |
| Уезд                                                                                       | Линьтань | 临潭县    | Líntán xiàn | ལིན་ཐན་རྫོང་། | lin than rdzong   | 1557          | 160 000          |
| Уезд                                                                                       | Джоне    | 卓尼县    | Zhuóní xiàn | ཅོ་ནེ་རྫོང་།   | co ne rdzong      | 5694          | 110 000          |
| Уезд                                                                                       | Джугчу   | 舟曲县    | Zhōuqū xiàn | འབྲུག་ཆུ་རྫོང་། | 'brug chu rdzong  | 3010          | 140 000          |
| Уезд                                                                                       | Тево     | 迭部县    | Diébù xiàn  | ཐེ་བོ་རྫོང་།   | the bo rdzong     | 5108          | 60 000           |
| Уезд                                                                                       | Мачу     | 玛曲县    | Mǎqū xiàn   | རྨ་ཆུ་རྫོང་།   | rma chu rdzong    | 10191         | 50 000           |
| Уезд                                                                                       | Лучу     | 碌曲县    | Lùqū xiàn   | ཀླུ་ཆུ་རྫོང་།   | klu chu rdzong    | 5299          | 30 000           |
| Уезд                                                                                       | Сяхэ     | 夏河县    | Xiàhé xiàn  | བསང་ཆུ་རྫོང་། | bsang chu rdzong  | 6274          | 90 000           |

## Население
Согласно переписи населения 2000 года, в округе проживает 640,1 тыс. чел.

### Национальный состав (2000)
| Народ     | Численность | Доля    |
| --------- | ----------- | ------- |
| Тибетцы   | 329 278     | 51,44 % |
| Китайцы   | 267 260     | 41,75 % |
| Хуэйцы    | 41 163      | 6,43 %  |
| Ту        | 939         | 0,15 %  |
| Дунсян    | 258         | 0,04 %  |
| Маньчжуры | 257         | 0,04 %  |
| Салары    | 222         | 0,03 %  |
| Монголы   | 215         | 0,03 %  |
| Прочие    | 514         | 0,09 %  |

## Транспорт
- Годао 213